# Chamaebryum pottioides
Chamaebryum pottioides là một loài Rêu trong họ Gigaspermaceae. Loài này được Thér. & Dixon mô tả khoa học đầu tiên năm 1922.